# Bergwerk Joseph Else

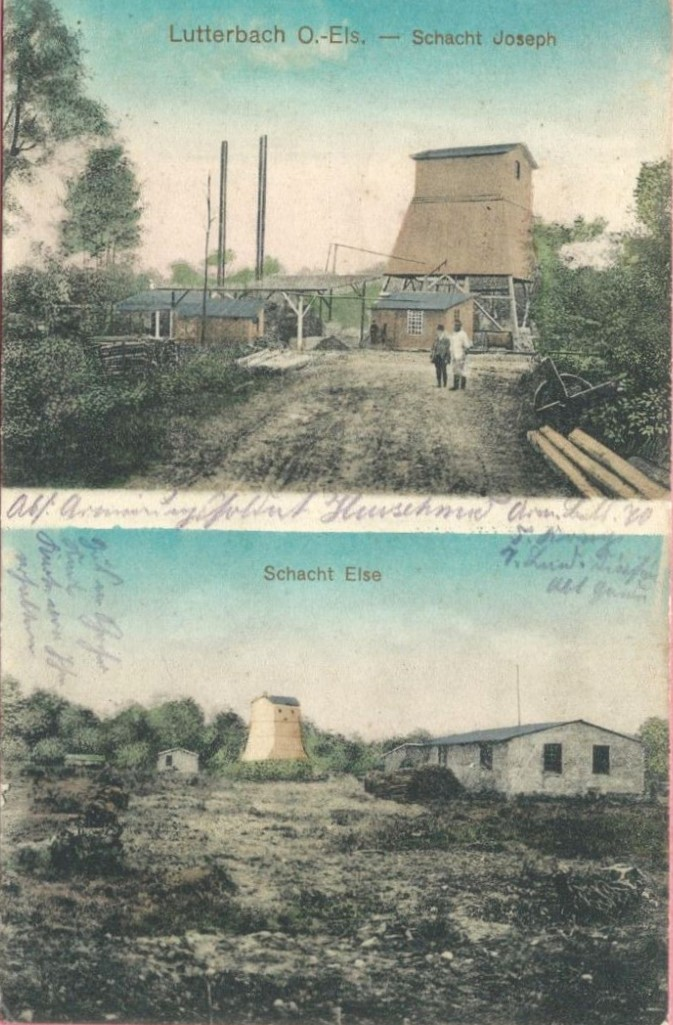
Schacht Joseph und Schacht Else, 1911

Das Bergwerk Joseph Else ist ein ehemaliges Bergwerk an der rue Alfred Kastler im Nonnenbruchwald in Wittelsheim im Elsass. Über die Schächte Joseph und Else wurde von 1911 bis 1966 Kalisalz (Kaliumchlorid), ein wichtiges Düngemittel, abgebaut. Das Kalirevier im Elsass entstand mit der Entdeckung des Vorkommens im Jahre 1904. Die Betreibergesellschaft des Bergwerks firmierte zuletzt unter Mines Domaniales de Potasse d’Alsace. Vom Unternehmen Stocamine wurden von 1991 bis 2014 toxische Industrieabfälle unter Tage deponiert. Heute erinnert das Musée de la Mine et de la Potasse an die Bergbaugeschichte.